# Duradens lignicola
Duradens lignicola är en svampart som beskrevs av Samuels & Rogerson 1990. Duradens lignicola ingår i släktet Duradens, klassen Sordariomycetes, divisionen sporsäcksvampar och riket svampar.   Inga underarter finns listade i Catalogue of Life.